# George C. Schatz
George Chappell Schatz (* 14. April 1949 in Watertown (City, New York)) ist ein US-amerikanischer Physikochemiker.
Schatz studierte an der Clarkson University mit dem Bachelor-Abschluss 1971 und wurde 1975 am Caltech in Chemie promoviert. Als Post-Doktorand war er am Massachusetts Institute of Technology. 1976 wurde er Assistant Professor und 1982 Morrison Professor für Chemie an der Northwestern University.
Er befasst sich mit theoretischer Chemie und Quantenchemie (quantenmechanische reaktive Streuung, Potentialenergieflächen, Simulation klassischer Trajektorien, Energietransfer bei Kollisionen), Verbrennungskinetik, Spektroskopien an Oberflächen (zum Beispiel Surface Enhanced Raman Spectroscopy), klassischer Elektrodynamik bis in Nanodimensionen, zum Beispiel nahe rauer Metalloberflächen, und mit optischen Eigenschaften von Nanopartikeln und deren Clustern. Er untersuchte zum Beispiel Gold-Nanopartikel die an DNA oder Peptiden gebunden sind und Bildung und Selbstaufbau dünner Filme.
2005 erhielt er den Peter Debye Award und 2016 den Irving Langmuir Award. Er erhielt 1993 den Max-Planck-Forschungspreis, den Hirschfelder Prize der University of Wisconsin, die Bourke Medal der Faraday Division der Royal Society of Chemistry und 1983 den National Fresenius Award von Phi Lambda Upsilon. Er war Berater des Batelle Columbus Laboratory und des Argonne National Laboratory. 2008 erhielt er den Feynman Prize in Nanotechnology für die Modellierung und Optimierung der Dip Pen Nanolithography Method der Nanofabrikation und seine Erklärung von Plasmon-Effekten in metallischen Nanopunkten.
Er ist seit 1993 Herausgeber des Journal of Physical Chemistry. Er ist Fellow der American Physical Society und der American Association for the Advancement of Science sowie Mitglied der American Academy of Arts and Sciences und der National Academy of Sciences. 1980 bis 1982 war er Sloan Research Fellow.

## Schriften
- mit Mark A. Ratner: Quantum Mechanics in Chemistry, Prentice-Hall 1993, Dover 2000